# Saint-Rogatien
Saint-Rogatien är en kommun i departementet Charente-Maritime i regionen Nouvelle-Aquitaine i västra Frankrike. Kommunen ligger  i kantonen La Jarrie som ligger i arrondissementet La Rochelle. År 2022 hade Saint-Rogatien 2 394 invånare.

## Befolkningsutveckling
Antalet invånare i kommunen Saint-Rogatien
Referens:INSEE